# Bibliothek der Litauischen Musik- und Theaterakademie

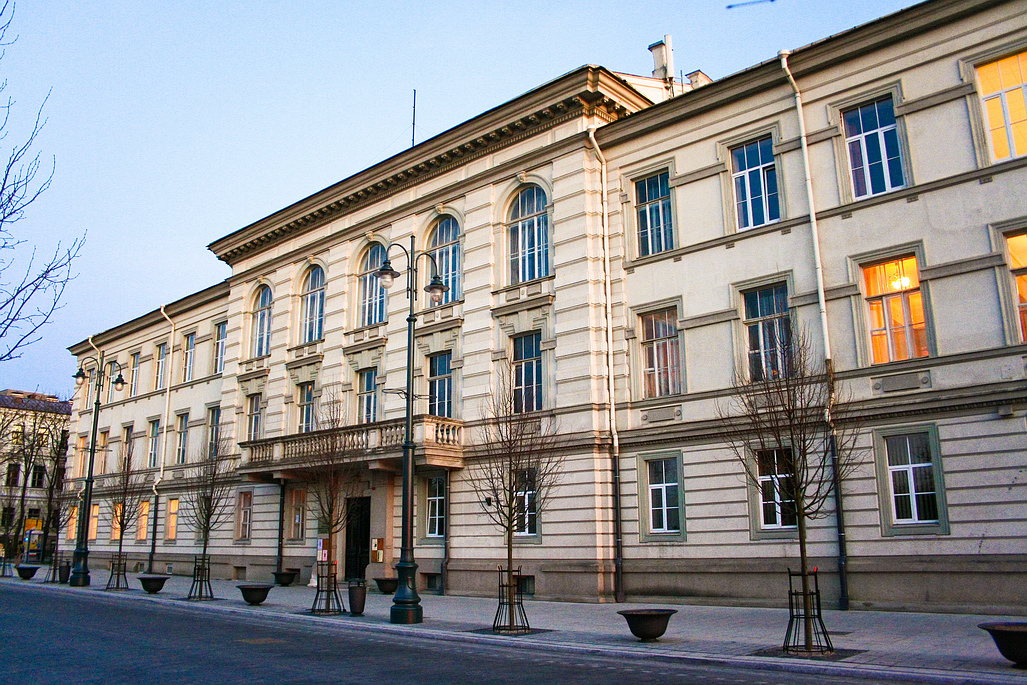
Das Hauptgebäude der Akademie am Gediminas-Prospekt

Die Bibliothek der Litauischen Musik- und Theaterakademie (lit. Lietuvos muzikos ir teatro akademijos biblioteka) ist eine Bibliothek in der litauischen Hauptstadt Vilnius. Sie gehört der Litauischen Musik- und Theaterakademie. Das älteste Dokument ist eine Handschrift vom 17. Jahrhundert.

## Geschichte
1945 gründete man in Sowjetlitauen die Bibliothek im Konservatorium Vilnius. Die Dokumente stammten aus der Musikschule Vilnius (6000 Exempl.), Konservatorium Moskau (10.000 Exempl.) und Kauno konservatorija (32.000 Ex.). Von 1975 bis 1991 hatte die Bibliothek die Filialen in den Fakultäten des Litauischen Staatskonservatoriums in der Hafenstadt Klaipėda u. a. 1993 wurden die Dokumente der Universität Klaipėda übergeben. Seit 1995 ist sie Mitglied von International Association of Music Libraries Archive and Documentation Centres und seit 2002 von Lietuvos mokslinių bibliotekų asociacija.